# Шторх, Николаус
Николаус Шторх (нем. Nikolaus Storch; род. до 1500, ум. после 1536) — саксонский суконщик (ткач) из города Цвиккау; в период ранней немецкой реформации — радикальный проповедник перекрещенцев, один из первых так называемых "цвиккауских пророков".

## Участник движения перекрещенцев

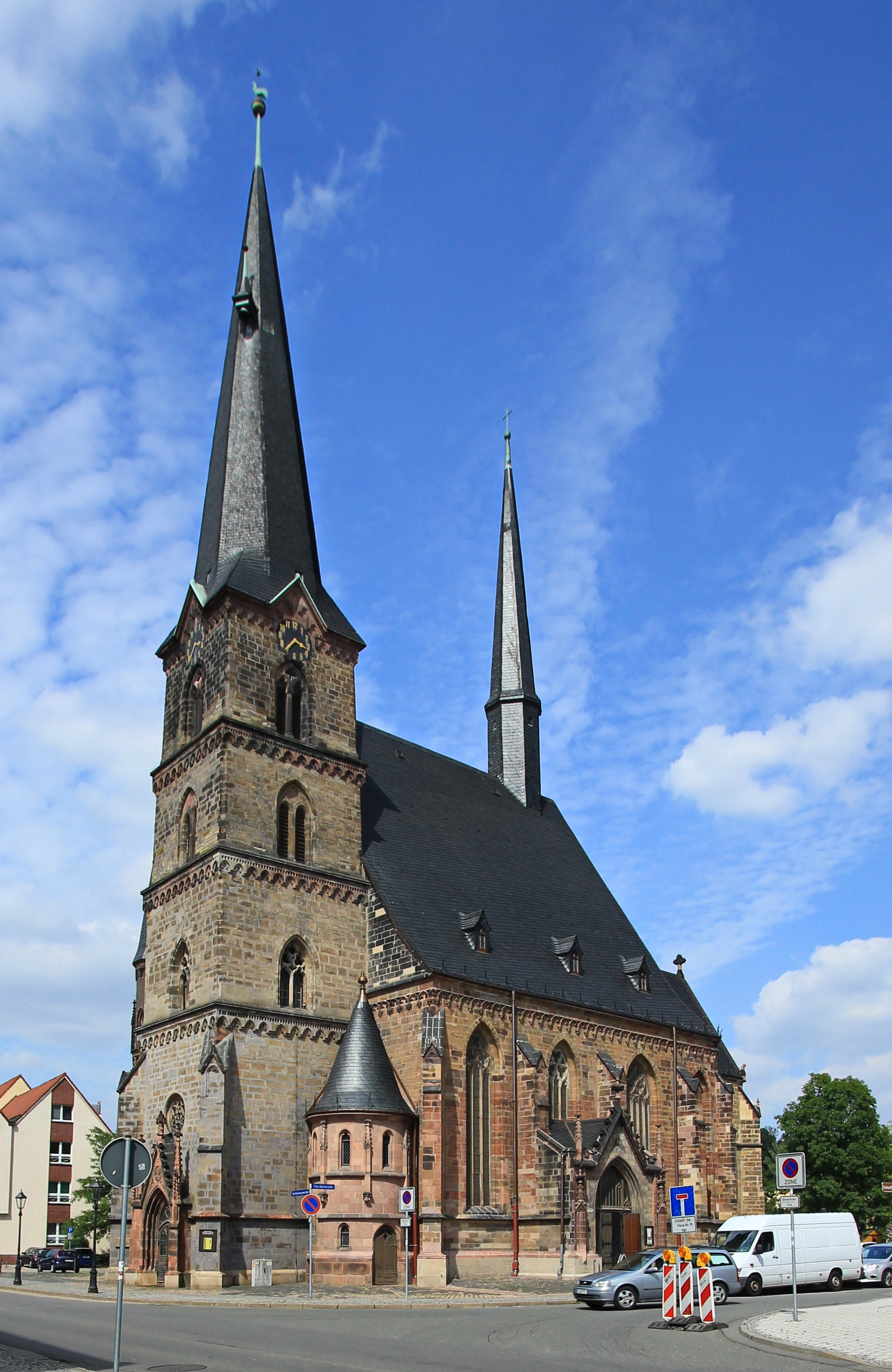
Николаус Шторх был прихожанином церкви св. Катарины (Цвиккау)

Николаус Шторх был глубоко верующим христианином, хорошо знал Священное Писание. 
С появлением в 1520 году в Цвиккау проповедника Томаса Мюнцера  был одним из слушателей его пламенных проповедей, собиравших большую толпу, особенно ремесленников. На этих собраниях многие гордились Божественным откровением, и открыто говорили о ниспровержении всего общественного порядка. 
Предлагалось "держаться не буквы, а духа", отвергнуть крещение младенцев и крестить взрослых, — то есть воспитывать сознательное восприятие человеком обязанностей апостольства (духовного ученичества), так как спасению способствует только личная вера, и что Богу угодно основать новую святую общину, и прочее. Многие перекрещивались — отсюда название «перекрещенцы» ("анабаптисты").

## Цвиккауский пророк
Проповедовать начал, озарённый наитием Святого Духа. Новое учение имело значительный успех, однако подверглись преследованию: проповедников сажали в тюрьму и затем изгоняли из Цвиккау. К нему присоединился Марк Штюбнер (Markus Stübner из Эльстерберга), студент Виттенбергского университета.
Явившись в Виттенберг, проповедники вновь начали свою проповедь, дав ей некоторый социальный оттенок. Скоро движение приняло фанатический характер: воздвигались обвинения против науки, общественных удовольствий, богатства, раздел которого между бедными требовался во имя Евангелия. Власти не знали, что делать с проповедниками, Меланхтон колебался в своём отношении к ним, Карлштадт примкнул к движению; двести студентов, убедившись в бесполезности светской науки, бросили университет. С приездом в Виттенберг Лютера "смущение" исчезло и движение было подавлено.

## Позднее
После Виттенберга Шторх был замечен в проживании в следующих городах — Орламюнде (Тюрингия; март 1524), Нюрнберге (декабрь 1524) и Хофе (Бавария).